# Ciocârlie de Bărăgan
Ciocârlia de Bărăgan (Melanocorypha calandra), numită și ciocârlie de stepă, este o pasăre cântătoare mică din familia alaudide (Alaudidae). Cuibărește în semideșerturile și regiunile de stepă din sudul Europei, nordul Africii până în Asia Centrală (Kazahstan, vestul Chinei, Iran, Afganistan). Populațiile din sudul Europei sunt sedentare, dar în afara sezonului de reproducere hoinăresc în cârduri. Unele populații din estul arealului, ca cele din Rusia, sunt parțial migratoare sau migratoare și iernează în nordul Africii, sudul Rusiei, Irak și Iran. Trăiește în câmpii deschise, zone la stepă, pășuni și terenuri arabile neirigate, acoperite cu vegetație densă, preferând pârloagele, miriștile și marginile de câmp. Poate fi găsită și în câmpurile cultivate, mai ales în culturile de cereale. În România cuibărește în culturile sau în zonele pietroase înierbate din Delta Dunării, Dobrogea, partea de sud a Moldovei și partea de est a Munteniei; la sfârșitul verii se adună în stoluri, uneori numeroase, care hoinăresc în căutarea hranei, în ierni grele și cu zăpadă multă migrează spre țările calde, iar în iernile fără zăpadă sau cu puțină zăpadă rămân la iernat în România. Toamna târziu se pot întâlni în apropierea coastei Mării Negre stoluri formate din mii de exemplare.  În Republica Moldova se întâlnește preponderent în regiunile sudice. Populația cuibăritoare din România este estimată este la 750.000-1.500.000 de perechi, iar cea din Republica Moldova la 3000–5000 de perechi. Este cea mai mare ciocârlie care cuibărește în România, de talia unui graur. Are o lungime de 18–20 cm; masculul are o greutate de 54–73 g, iar femela 44–66 g. Sexele sunt asemănătoare, foarte greu de diferențiat. Se caracterizează prin două pete mari alungite transversal, negre, situate pe laturile gâtului, iar în zbor prin aripile întunecate, cu marginea posterioară albă de la corp până la jumătatea lor. Marginile cozii sunt tot albe, vizibile în zbor.  Partea superioară (capul, spatele, aripile) este brun-cenușie, pestriță, cu striații brun-negricioase pe părțile centrale ale penelor; penele sunt tivite cu brun-cenușiu. Partea inferioară albicioasă, cu pete pe partea superioară a pieptului. Are ciocul gălbui, mare și gros, coada scurtă, aripile lungi și late. Cântecul masculului care se aude încă din martie este puternic, plăcut și melodios, asemănător cu cel al ciocârliei de câmp, uneori cu numeroase imitații ale glasului altor păsări de câmpie, cântecul este emis în zbor când se rotește deasupra teritoriului său la o înălțime de 80-100 m, timp de câteva minute. Își procură hrana de pe pământ. Consumă preponderent hrană vegetală - diverse semințe și rădăcini, însă în perioada de cuibărit (primăvara și vara) și insecte (mai ales lăcuste și omizi), dar și păianjeni, melci mici și viermi. Este o specie folositoare, deoarece consumă cantități mari de insecte dăunătoare, fiind unul dintre puținii reprezentanți ai faunei de stepă. Este o specie monogamă și solitară, dar în zonele cu densitate ridicată poate fi semicolonială. Este teritorială și urmărește intrușii în zbor. Cuibul adăpostit sub tufișuri este construit de femelă într-o mică adâncitură superficială din sol pe care, uneori, și-o realizează scormonind. El este făcut din paie, diferite tulpini vegetale uscate și căptușit cu păr de animale, resturi de iarbă fine și moi. Scoate, de obicei, 2 serii de pui pe an; prima pontă este depusă începând din a doua decadă a lunii aprilie, când femela depune 4-5 ouă pe care le clocește mai mult singură timp de aproximativ 12 zile. A doua pontă este formată din 3-4 ouă, începând din decada a doua a lunii iunie. Puii sunt îngrijiți numai de femelă în primele 1-3 zile, apoi sunt hrăniți de ambii părinți. Ei părăsesc cuibul după 8-10 zile și devin independenți de părinți la vârsta de 19-22 de zile. În caz de pericol femela atrage dușmanul departe de cuib, mimând o pasăre rănită. Sunt descrise 4  subspecii: calandra, hebraica, gaza și psammochroa. În România și Republica Moldova cuibărește subspecia nominată Melanocorypha calandra calandra.

## Taxonomie
Denumirea latină a acestei specii Alauda calandra a fost dată de Linnaeus în 1766 (terra typica Pirinei, granița dintre Spania și Franța).
Variația geografică este neînsemnată, iar creșterea clinală a dimensiunilor corpului de la vest spre est mică. Subspeciile propuse dathei (din sud-estul Turciei) și hollomi (din estul Turciei) sunt incluse respectiv în subspecia gaza și subspecia nominată calandra.

### Subspecii și distribuție
Patru subspecii sunt recunoscute: 

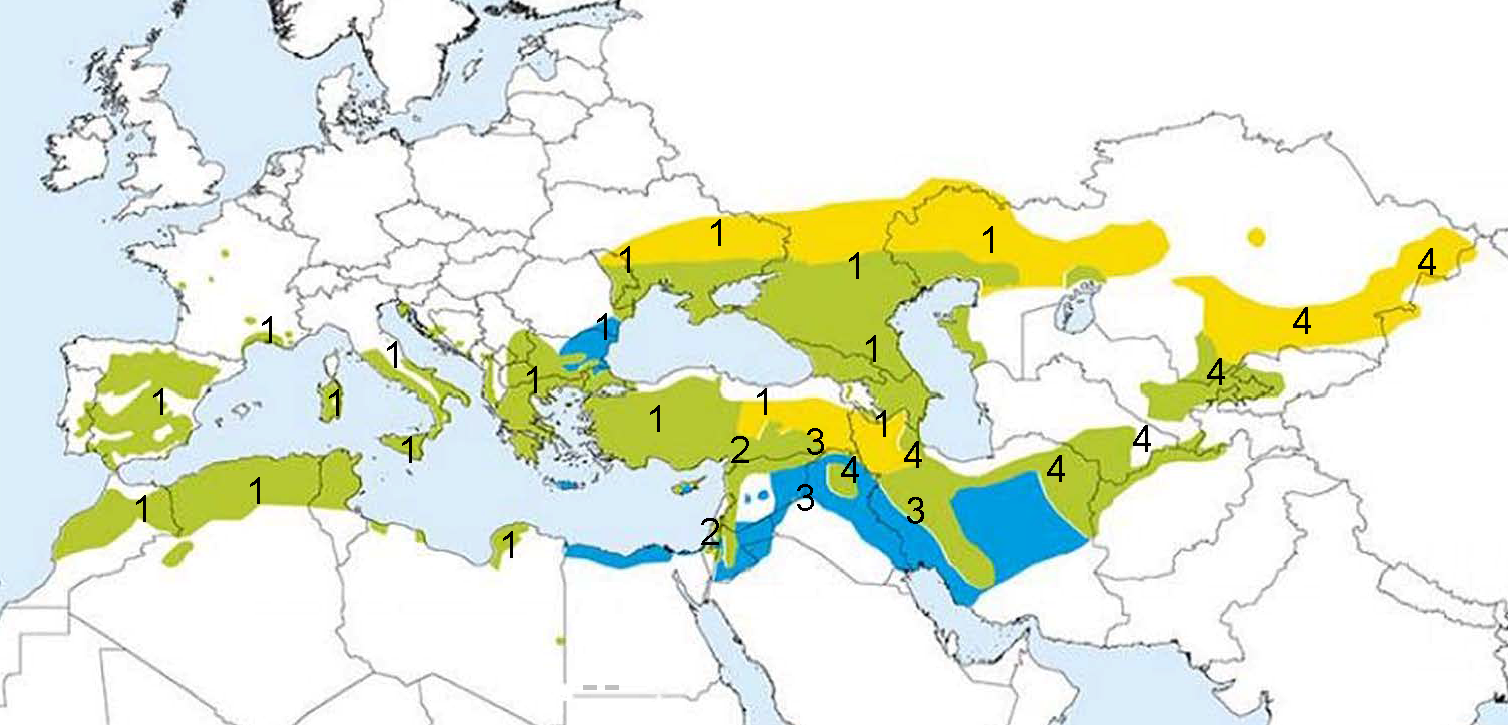
Subspecii și distribuție, parțial după IUCN..
Notă: După harta de distribuție a IUCN în România această specie numai iernează, dar nu cuibărește. În realitate în România ciocârlia de Bărăgan este o specie sedentară care cuibărește în sud-estul țării.
1. Melanocorypha calandra calandra
2. Melanocorypha calandra hebraica
3. Melanocorypha calandra gaza
4. Melanocorypha calandra psammochroa

- Melanocorypha calandra calandra (Linnaeus, 1766) - subspecia nominată - cuibărește în Peninsula Iberică și sudul Franței, centrul și sudul Italiei, Peninsula Balcanică, sudul României, Republica Moldova, sudul Ucrainei, spre est până în sudul Rusiei și nord-vestul Kazahstanului, spre sud în insulele mediteraneene Sardinia, Sicilia, Cipru, nord-vestul Africii (din nordul Marocului spre est până în nordul Libiei), Turcia (cu excepția sud-centrului și sud-estului); Transcaucazia și nord-vestul Iranului. În părțile nordice din estul arealului migrează parțial în nordul Africii, sudul Irakului și sudul Iranului.

- Melanocorypha calandra hebraica R. Meinertzhagen, 1920  - cuibărește din sud-centrul Turciei și nord-vestul adiacent al Siriei spre sud până în Israel, Palestina și vestul Iordaniei.

- Melanocorypha calandra gaza R. Meinertzhagen, 1919  - cuibărește în sud-estul Turciei, estul Siriei, Irak și sud-vestul Iranului.

- Melanocorypha calandra psammochroa E. J. O. Hartert, 1904  - cuibărește în nordul Irakului și nordul Iranului (din Munții Zagros la est până în Khorasan) spre est până în Turkmenistan și sudul și estul Kazahstanului. Migrează parțial în timpul iernii în sudul Iranului.

În România ciocârlia de Bărăgan este o specie sedentară care cuibărește în sud-estul țării: în Delta Dunării, în Dobrogea, în partea de sud a Moldovei și în partea de est a Munteniei. Este des întâlnită în Podișul Dobrogei și în bălțile Brăilei și Ialomiței. Toamna se formează stoluri imense formate din mii de exemplare care frecventează Dobrogea, zona de coastă a Mării Negre și în special zonele din apropierea complexului de lacuri Razim, o parte din ele rămânând la iernat pe dune și în câmpii chiar și în iernile grele, unde se hrănesc cu semințele rămase deasupra zăpezii. În iernile grele unele migrează mai spre sud până în nord-estul Africii.
În Republica Moldova ciocârlia de Bărăgan este o pasăre sedentară. În trecut era o pasăre comună. În iernile foarte geroase, majoritatea populațiilor se deplasează în raioanele din sudul Moldovei. În partea de sud a republicii, densitatea acestei specii este cea mai mare. Averin și Ganea în timpul unei excursii de trei ore în raionul Suvorov (astăzi raionul Ștefan Vodă) în 1955 au întâlnit 18 masculi cântând, în timp ce, în aceeași perioadă (23 mai 1955), la nord, în raionul Rîșcani în decurs de 2,5 ore au fost observați doar 3 masculi. La 28 mai 1958 pe o parte a șoselei dintre satele Căușeni și Olănești pe o distanță de aproximativ 50 km din automobil au fost înregistrate 32 de păsări. Multe ciocârlii de Bărăgan au fost găsite și în apropierea satului Volintiri (14 mai 1961), unde în decurs de două ore au fost văzuți mai mult de 20 de indivizi. În prezent efectivul speciei este foarte scăzut, acest fenomen explicându-se prin desțelenirea stepelor și transformarea lor în agrocenoze, la care ciocârlia de Bărăgan nu s-a putut adapta. În 2006 se estima că cuibăreau numai 15-25 de perechi.

## Hrana
Ca și alte ciocârlii, în timpul primăverii  și verii, în perioada cuibăritului, consumă predominant hrană animală, în principal insecte (mai ales lăcuste și omizi), dar și păianjeni, melci mici și viermi.  În perioadele reci, toamna și iarna, hrana este de origine vegetală, fiind formată din diverse semințe de ierburi, grăunțe  de cereale, lăstari și rădăcini. Semințele, chiar și cele mici, sunt cu minuțiozitate decojite, iar insectele și larvele lor, înainte de a fi mâncate, sunt fărâmițate. În stomac se găsesc totdeauna gastroliți. Necesarul de energie al indivizilor este estimat la 320 kJ pe zi.
Își procură hrana de pe pământ, mergând sau alergând. Ocazional planează pe loc inspectând vârfurile tufișurilor mici. Ciugulesc ce găsesc pe pământ și în iarbă. Își caută hrana pe pământ singur sau în cârduri mici; adesea în afara sezonului de reproducere se adună în cârduri mari, uneori mixte cu presura sură (Miliaria calandra). Ciocul masiv este adesea acoperit cu noroi, deoarece scormonește cu el și scoate larve de insecte din pământ. Cu ciocul sparge stratul înghețat de zăpadă și consumă de sub el semințele ierburilor.
Ciocârlia de Bărăgan este în mare parte insectivoră în timpul verii și granivoră iarna. Hrana de vară este formată din diverse nevertebrate, mai ales din lăcuste (Acrididae), odonate, hemiptere, diptere, ortoptere (mai mult decât alte ciocârlii), precum și din omizi de lepidoptere. Aceasta ciocârlie se hrănește mai ales cu insecte mari - lăcuste (Chorthippus, Calliptamus), gândaci de bălegar (Copris lunaris), borze (Blaps) și alte. Printre alte insecte consumate frecvent de ciocârlia de Bărăgan se numără gărgărițele (Otiorhynchus, Ptochus porcellus, Eusomus beckeri, Pholicodes trivialis, Polydrosus, Hypera, Thamiocolus kraatzi, Baris artemisiae, Psalidium maxillosum, Chlorophanus micans, Cneorrhinus albinus), tenebrionidele, tetigoniidele (Conocephalus), crizomelidele (Labidostomis beckeri, Chrysolina marginata, Spermophagus sericeus), cărăbușelul de stepă al cerealelor (Anisoplia segetum), gândacul păros al florilor (Epicometis hirta) . Mai rar se hrănește cu muște, ihneumonide, viespi, albine, furnici, heteroptere, precum și cu păianjeni. Vara hrană vegetală constituie aproximativ 10%. Aceasta este formată din semințe de diferite plante sălbatice, părțile verzi ale firuței bulboase (Poa bulbosa), grăunțele cerealelor cultivate.
Toamna și iarna, cu dispariția insectelor ciocârlia de Bărăgan consumă hrană vegetală: semințe, mai ales de cereale și de buruieni, fiind una dintre speciile limitatoare a buruienilor,  ciupește și părțile verzi ale plantelor. În ceea ce privește semințele, specia este destul de oportunistă, hrănindu-se cu ceea ce găsește, în special cu semințe de chenopodiacee și graminee. Cerealele (semințele și lăstarii) fac, de asemenea, parte din hrana de iarnă.
Din cele patru stomacuri de păsări, prinse în a doua jumătate a lunii februarie și la sfârșitul lunii aprilie la poalele munților Talas Alatau (Kazahstan), în trei au fost găsite multe gărgărițe, o cantitate mică de crizomelide, carabide și furnici, și numai în unul - semințe. În stomacurile a cinci păsări, prinse în februarie-aprilie în vecinătatea orașului Alma-Ata, au fost găsiți gândaci (în patru), semințe mici (în trei), grăunțe de grâu (în două), părți verzi de plante (în două) și fragmentele cochiliei unei moluște ( în unul).
În Republica Moldova Averin și Ganea au studiat conținutul a 8 stomacuri ale acestei specii prinse în mai, în trei stomacuri au fost găsite în principal insecte: 5 gărgărițe, 3 lăcuste, 3 furnici, un cărăbușel al cerealelor (Anisoplia), o tenebrionidă și alte rămășițe sfărâmate care nu au putut fi determinate. Rămășițele vegetale au fost în cantități neînsemnate. În alte cinci stomacuri a păsărilor prinse în octombrie, decembrie și februarie, a fost găsite doar resturi de plante: semințe de plante sălbatice, grăunțe de cereale cultivate, în special de grâu și orz, precum și părți verzi de grâu de toamnă.
Ciocârlia de Bărăgan regulat bea apă, ce-i drept, mult mai rar decât ciocârlie de stol (Calandrella brachydactyla) și ciocârlie mică (Calandrella rufescens). Vara și toamna vizitează locurile de adăpare, venind  în zbor cu sutele. Însă primăvara și în prima jumătate a verii, în sezonul de cuibărit, se pare că se descurcă cu „resurse locale“. În stepa de lângă lacul Elton (sudul Rusiei) ea a vizitat, atât un iaz cu apă dulce, cât și un pârâu cu apă sărată, cel mai adesea a venit aici sau în timpul amiezii, sau dimineața până la ora 10 și între orele 15-17.